# Ditropinotella
Ditropinotella is een geslacht van vliesvleugeligen uit de familie Pteromalidae. De wetenschappelijke naam van dit geslacht is voor het eerst geldig gepubliceerd in 1915 door Girault.

## Soorten
Het geslacht Ditropinotella omvat de volgende soorten:
- Ditropinotella ciron (Walker, 1839)
- Ditropinotella compressiventris Girault, 1915
- Ditropinotella latipennis (Girault, 1929)